# Élections municipales de 2003 dans les Laurentides
Les élections municipales québécoises de 2003 se déroulent le 2 novembre 2003. Elles permettent d'élire les maires et les conseillers de chacune des municipalités locales du Québec, ainsi que les préfets de quelques municipalités régionales de comté.

## Laurentides

### Arundel
| Poste/District                                            | Élu           | Type d'élection |
| --------------------------------------------------------- | ------------- | --------------- |
| 1                                                         | Dale Rathwell | Scrutin         |
| 4                                                         | Johanna Earle | Sans opposition |
| 5                                                         | Norman Graham | Sans opposition |
| Électeurs : 478 Votants : 187 Taux de participation: 39 % |               |                 |

### Brébeuf
| Poste/District                                           | Élu               | Type d'élection |
| -------------------------------------------------------- | ----------------- | --------------- |
| Maire                                                    | Ronald Provost    | Sans opposition |
| 1                                                        | Réal Tourigny     | Sans opposition |
| 2                                                        | Gisèle Perreault  | Sans opposition |
| 3                                                        | Louise Labonté    | Sans opposition |
| 4                                                        |                   | Vacant          |
| 5                                                        | Alain Saint-Louis | Sans opposition |
| 6                                                        | Patrick Côté      | Sans opposition |
| Électeurs : n/a Votants : n/a Taux de participation: n/a |                   |                 |

### Brownsburg-Chatham
| Poste/District                                                | Élu                | Type d'élection |
| ------------------------------------------------------------- | ------------------ | --------------- |
| Maire                                                         | Lise Bourgault     | Scrutin         |
| 1                                                             | J Duncan Mackiddie | Scrutin         |
| 2                                                             | Marcel Guay        | Scrutin         |
| 3                                                             | Donald Duncan      | Scrutin         |
| 4                                                             | Allan Carpenter    | Scrutin         |
| 5                                                             | Jean-Noel Massie   | Scrutin         |
| 6                                                             | Robert Desforges   | Scrutin         |
| Électeurs : 5 619 Votants : 3 021 Taux de participation: 54 % |                    |                 |

### Chute-Saint-Philippe
| Poste/District                                            | Élu                | Type d'élection |
| --------------------------------------------------------- | ------------------ | --------------- |
| 1                                                         | Guylaine Ladouceur | Sans opposition |
| 2                                                         | Rémi St-Louis      | Scrutin         |
| 4                                                         | Serge Ménard       | Sans opposition |
| Électeurs : 815 Votants : 171 Taux de participation: 21 % |                    |                 |

### Gore
| Poste/District                                              | Élu              | Type d'élection |
| ----------------------------------------------------------- | ---------------- | --------------- |
| 1                                                           | Donald Manconi   | Sans opposition |
| 2                                                           | Scott Pearce     | Sans opposition |
| 6                                                           | Donald Lovegrove | Scrutin         |
| Électeurs : 1 442 Votants : 206 Taux de participation: 14 % |                  |                 |

### Grenville
| Poste/District                                              | Élu               | Type d'élection |
| ----------------------------------------------------------- | ----------------- | --------------- |
| Maire                                                       | Ronald Tittlit    | Sans opposition |
| 1                                                           | Walter Berniquez  | Sans opposition |
| 2                                                           | André Bruneau     | Sans opposition |
| 3                                                           | Gaétan Carrière   | Scrutin         |
| 4                                                           | Jean Danis        | Sans opposition |
| 5                                                           | Bernard Desforges | Sans opposition |
| 6                                                           | Pierre Thauvette  | Sans opposition |
| Électeurs : 1 212 Votants : 397 Taux de participation: 33 % |                   |                 |

### Kiamika
| Poste/District                                           | Élu              | Type d'élection |
| -------------------------------------------------------- | ---------------- | --------------- |
| 1                                                        | Maurice Robidoux | Sans opposition |
| 2                                                        | Robert LeBlanc   | Sans opposition |
| 4                                                        | Michel Dion      | Sans opposition |
| 5                                                        | José Diotte      | Sans opposition |
| Électeurs : n/a Votants : n/a Taux de participation: n/a |                  |                 |

### Lac-des-Seize-Îles
| Poste/District                                           | Élu              | Type d'élection |
| -------------------------------------------------------- | ---------------- | --------------- |
| 1                                                        | JoAnne Fandrich  | Sans opposition |
| 2                                                        | Claude Pelletier | Sans opposition |
| 3                                                        | Carol Suter      | Sans opposition |
| 5                                                        | André Lussier    | Sans opposition |
| Électeurs : n/a Votants : n/a Taux de participation: n/a |                  |                 |

### Lac-du-Cerf
| Poste/District                                            | Élu                 | Type d'élection |
| --------------------------------------------------------- | ------------------- | --------------- |
| Maire                                                     | Denis Simard        | Scrutin         |
| 1                                                         | Paul Fyfe           | Sans opposition |
| 2                                                         | Pierre Martel       | Sans opposition |
| 3                                                         | Bernard Saint-Louis | Sans opposition |
| 4                                                         | Larry Boismenu      | Sans opposition |
| 5                                                         | Gilles Leclerc      | Sans opposition |
| 6                                                         | Lévis Bondu         | Sans opposition |
| Électeurs : 517 Votants : 349 Taux de participation: 68 % |                     |                 |

### Lac-Saguay
| Poste/District                                            | Élu               | Type d'élection |
| --------------------------------------------------------- | ----------------- | --------------- |
| 1                                                         | Luc Bélisle       | Scrutin         |
| 2                                                         | Paul-André Vézina | Sans opposition |
| 3                                                         | Sonia Pilon       | Scrutin         |
| 4                                                         | Roland Legault    | Sans opposition |
| 5                                                         | Sophie Painchaud  | Scrutin         |
| Électeurs : 400 Votants : 252 Taux de participation: 63 % |                   |                 |

### Lac-Saint-Paul
| Poste/District                                           | Élu             | Type d'élection |
| -------------------------------------------------------- | --------------- | --------------- |
| 1                                                        | Sylvie Genest   | Sans opposition |
| 2                                                        | Sophie Laroche  | Scrutin         |
| 3                                                        | Louise Coulombe | Scrutin         |
| Électeurs : n/d Votants : n/d Taux de participation: n/d |                 |                 |

### Lachute
| Poste/District                                                | Élu                    | Type d'élection |
| ------------------------------------------------------------- | ---------------------- | --------------- |
| Maire                                                         | Daniel Mayer           | Scrutin         |
| 1                                                             | Robert Miron           | Scrutin         |
| 2                                                             | Guylaine Cyr-Desforges | Scrutin         |
| 3                                                             | Carl Péloquin          | Scrutin         |
| 4                                                             | Michel Lalonde         | Scrutin         |
| 5                                                             | Dominique Brisson      | Scrutin         |
| 6                                                             | Paul Cleary            | Scrutin         |
| Électeurs : 9 422 Votants : 4 955 Taux de participation: 53 % |                        |                 |

### Lorraine
| Poste/District                                                | Élu                   | Type d'élection |
| ------------------------------------------------------------- | --------------------- | --------------- |
| Maire                                                         | Gilles Pelletier      | Scrutin         |
| 1                                                             | Ramez Ayoub           | Scrutin         |
| 2                                                             | Lyne Rémillard        | Scrutin         |
| 3                                                             | André W. Bédard       | Scrutin         |
| 4                                                             | Boniface Dalle-Vedove | Sans opposition |
| 5                                                             | Lynn Dionne           | Scrutin         |
| 6                                                             | Marie-Josée Magnin    | Sans opposition |
| Électeurs : 6 955 Votants : 2 989 Taux de participation: 43 % |                       |                 |

### Mirabel
| Poste/District                                                 | Élu             | Type d'élection |
| -------------------------------------------------------------- | --------------- | --------------- |
| Maire                                                          | Hubert Meilleur | Scrutin         |
| 1                                                              | Gérard Thérien  | Scrutin         |
| 2                                                              | Gérald Forget   | Scrutin         |
| 3                                                              | Silfred Savoie  | Scrutin         |
| 4                                                              | Réal Castonguay | Scrutin         |
| 5                                                              | Daniel Gauthier | Scrutin         |
| 6                                                              | Margot Laurin   | Scrutin         |
| 7                                                              | Jacques Laurin  | Scrutin         |
| 6                                                              | Guy Laurin      | Scrutin         |
| Électeurs : 21 528 Votants : 9 801 Taux de participation: 46 % |                 |                 |

### Mont-Saint-Michel
| Poste/District                                           | Élu                     | Type d'élection |
| -------------------------------------------------------- | ----------------------- | --------------- |
| 3                                                        | Patrick Villeneuve      | Sans opposition |
| 5                                                        | Jean-Claude Bissonnette | Sans opposition |
| 6                                                        | Micheline Coursol       | Sans opposition |
| Électeurs : n/a Votants : n/a Taux de participation: n/a |                         |                 |

### Notre-Dame-de-Pontmain
| Poste/District                                           | Élu                | Type d'élection |
| -------------------------------------------------------- | ------------------ | --------------- |
| 2                                                        | Ronald Morin       | Sans opposition |
| 4                                                        | Lorraine Hurtubise | Sans opposition |
| 6                                                        | Christian Massé    | Sans opposition |
| Électeurs : n/a Votants : n/a Taux de participation: n/a |                    |                 |

### Oka
| Poste/District                                                | Élu                 | Type d'élection |
| ------------------------------------------------------------- | ------------------- | --------------- |
| Maire                                                         | Yvan Patry          | Scrutin         |
| 1                                                             | Edmond Proulx       | Scrutin         |
| 2                                                             | Luc Lemire          | Scrutin         |
| 3                                                             | Serge Lalande       | Scrutin         |
| 4                                                             | Richard Lalonde     | Scrutin         |
| 5                                                             | Jean-Claude Guindon | Scrutin         |
| 6                                                             | Paul Clément        | Scrutin         |
| Électeurs : 2 896 Votants : 1 799 Taux de participation: 62 % |                     |                 |

### Piedmont
| Poste/District                                           | Élu                 | Type d'élection |
| -------------------------------------------------------- | ------------------- | --------------- |
| Maire                                                    | Maurice Charbonneau | Sans opposition |
| 1                                                        | André Racette       | Sans opposition |
| 2                                                        | Léo Bourget         | Sans opposition |
| 3                                                        | Laurean Martin      | Sans opposition |
| 4                                                        | Sylvie Morin        | Sans opposition |
| 5                                                        | Simon Beaulne       | Sans opposition |
| 6                                                        | Marc-André Filion   | Sans opposition |
| Électeurs : n/a Votants : n/a Taux de participation: n/a |                     |                 |

### Pointe-Calumet
| Poste/District                                           | Élu                | Type d'élection |
| -------------------------------------------------------- | ------------------ | --------------- |
| Maire                                                    | Jacques Séguin     | Sans opposition |
| 1                                                        | Jean-Guy Lafaille  | Sans opposition |
| 2                                                        | Denis Gravel       | Sans opposition |
| 3                                                        | Alexander Toméo    | Sans opposition |
| 4                                                        | Robert Beauchamp   | Sans opposition |
| 5                                                        | Normand Clermont   | Sans opposition |
| 6                                                        | Johanne Bernatchez | Sans opposition |
| Électeurs : n/a Votants : n/a Taux de participation: n/a |                    |                 |

### Saint-André-d'Argenteuil
| Poste/District                                                | Élu               | Type d'élection |
| ------------------------------------------------------------- | ----------------- | --------------- |
| Maire                                                         | Daniel Beaulieu   | Scrutin         |
| 1                                                             | Rolland Weightman | Scrutin         |
| 2                                                             | Laurent Weightman | Scrutin         |
| 3                                                             | Marcellin Campeau | Scrutin         |
| 4                                                             | Robert Rodger     | Scrutin         |
| 5                                                             | Luc Maisonneuve   | Scrutin         |
| 6                                                             | Claude Robillard  | Scrutin         |
| Électeurs : 2 479 Votants : 1 146 Taux de participation: 46 % |                   |                 |

### Saint-Faustin–Lac-Carré
| Poste/District                                                | Élu                 | Type d'élection |
| ------------------------------------------------------------- | ------------------- | --------------- |
| Maire                                                         | Pierre Poirier      | Scrutin         |
| 1                                                             | Norman Thibault     | Sans opposition |
| 2                                                             | Paul-Edmond Ouellet | Scrutin         |
| 3                                                             | Réjean Vaudry       | Scrutin         |
| 4                                                             | René Rufer          | Scrutin         |
| 5                                                             | André Bourassa      | Scrutin         |
| 6                                                             | Marcel Chalifoux    | Sans opposition |
| Électeurs : 2 443 Votants : 1 135 Taux de participation: 46 % |                     |                 |

### Saint-Joseph-du-Lac
| Poste/District                                           | Élu              | Type d'élection |
| -------------------------------------------------------- | ---------------- | --------------- |
| Maire                                                    | Alain Guindon    | Sans opposition |
| 1                                                        | Claude Giguère   | Sans opposition |
| 2                                                        | Benoit Proulx    | Sans opposition |
| 3                                                        | Chantal Lavallée | Sans opposition |
| 4                                                        | Donald Robinson  | Sans opposition |
| 5                                                        | Paul Trudel      | Sans opposition |
| 6                                                        | Joel Brassard    | Sans opposition |
| Électeurs : n/a Votants : n/a Taux de participation: n/a |                  |                 |

### Sainte-Agathe-des-Monts
| Poste/District                                                | Élu              | Type d'élection |
| ------------------------------------------------------------- | ---------------- | --------------- |
| Maire                                                         | Laurent Paquette | Scrutin         |
| 1                                                             | Gilles Legault   | Scrutin         |
| 2                                                             | Kathleen Labelle | Scrutin         |
| 3                                                             | Nicole Meloche   | Scrutin         |
| 4                                                             | Sylvain Marinier | Scrutin         |
| 5                                                             | Normand Boyer    | Scrutin         |
| 6                                                             | Jean-Léo Legault | Scrutin         |
| 7                                                             | Robert Lamarre   | Scrutin         |
| 8                                                             | Grant Mackenzie  | Scrutin         |
| 9                                                             | Claire Leduc     | Scrutin         |
| Électeurs : 8 454 Votants : 4 055 Taux de participation: 48 % |                  |                 |

### Sainte-Anne-des-Lacs
| Poste/District                                                | Élu                     | Type d'élection |
| ------------------------------------------------------------- | ----------------------- | --------------- |
| Maire                                                         | Danielle Demers-Thérien | Scrutin         |
| 1                                                             | Isabelle Charbonneau    | Scrutin         |
| 2                                                             | Réal Blouin             | Scrutin         |
| 3                                                             | Guy Gauthier            | Scrutin         |
| 4                                                             | Yvon Fournier           | Scrutin         |
| 5                                                             | Denys Gagnon            | Scrutin         |
| 6                                                             | Chantal Fournier        | Scrutin         |
| Électeurs : 8 977 Votants : 3 769 Taux de participation: 42 % |                         |                 |

### Sainte-Anne-du-Lac
| Poste/District                                           | Élu             | Type d'élection |
| -------------------------------------------------------- | --------------- | --------------- |
| 3                                                        | Thérèse Lussier | Sans opposition |
| 4                                                        | Serge Lévesque  | Sans opposition |
| 5                                                        | Hélène Belisle  | Sans opposition |
| Électeurs : n/a Votants : n/a Taux de participation: n/a |                 |                 |

### Sainte-Thérèse
| Poste/District                                                | Élu                       | Type d'élection |
| ------------------------------------------------------------- | ------------------------- | --------------- |
| Maire                                                         | Elie Fallu                | Sans opposition |
| 1                                                             | Denise Perreault Théberge | Scrutin         |
| 2                                                             | Claude Dagenais           | Scrutin         |
| 3                                                             | Marie-Andrée Petelle      | Sans opposition |
| 4                                                             | Marc Laporte              | Scrutin         |
| 5                                                             | Luc Vézina                | Sans opposition |
| 6                                                             | Anne Lauzon               | Sans opposition |
| 7                                                             | Louis Lauzon              | Sans opposition |
| 8                                                             | Sylvie Surprenant         | Sans opposition |
| Électeurs : 6 729 Votants : 2 566 Taux de participation: 38 % |                           |                 |

### Val-David
| Poste/District                                                | Élu               | Type d'élection |
| ------------------------------------------------------------- | ----------------- | --------------- |
| Maire                                                         | Dominic Asselin   | Scrutin         |
| 1                                                             | Jean-Guy Rousseau | Scrutin         |
| 2                                                             | Alain Tousignant  | Scrutin         |
| 3                                                             | Nicole Davidson   | Sans opposition |
| 4                                                             | Pierre Lapointe   | Scrutin         |
| 5                                                             | Anne Piché        | Sans opposition |
| 6                                                             | Lucien Lauzon     | Scrutin         |
| Électeurs : 3 453 Votants : 2 212 Taux de participation: 64 % |                   |                 |

### Val-des-Lacs
| Poste/District                                            | Élu                | Type d'élection |
| --------------------------------------------------------- | ------------------ | --------------- |
| Maire                                                     | Lizette Piché      | Scrutin         |
| 1                                                         | Pierre Paquette    | Sans opposition |
| 2                                                         | Lise Audy-Aubertin | Scrutin         |
| 3                                                         | Normand Desroches  | Scrutin         |
| 4                                                         | Robert Lafontaine  | Scrutin         |
| 5                                                         | Yvan Lambert       | Scrutin         |
| 6                                                         | Guy Côté           | Scrutin         |
| Électeurs : 906 Votants : 644 Taux de participation: 71 % |                    |                 |

### Wentworth
| Poste/District                                            | Élu              | Type d'élection |
| --------------------------------------------------------- | ---------------- | --------------- |
| 2                                                         | Revilla Sauvé    | Sans opposition |
| 3                                                         | Elaine Boyd      | Scrutin         |
| 5                                                         | Roy Nelson       | Sans opposition |
| 6                                                         | Deborah Anderson | Sans opposition |
| Électeurs : 642 Votants : 226 Taux de participation: 35 % |                  |                 |